# Sommer-Paralympics 2012/Teilnehmer (Montenegro)
| stlisierte Goldmedaille | stlisierte Silbermedaille | stlisierte Bronzemedaille |
| ----------------------- | ------------------------- | ------------------------- |
| —                       | —                         | —                         |

Montenegro entsandte eine Sportlerin zu den Paralympischen Sommerspielen 2012 in London.

## Teilnehmer nach Sportart

### Leichtathletik
Frauen:
- Marijana Goranovic